# Вілер (Вісконсин)
Вілер (англ. Wheeler) — селище (англ. village) в США, в окрузі Данн штату Вісконсин. Населення — 326 осіб (2020).

## Географія
Вілер розташований за координатами 45°2′28″ пн. ш. 91°53′59″ зх. д. / 45.04111° пн. ш. 91.89972° зх. д. (45.041196, -91.899656).  За даними Бюро перепису населення США в 2010 році селище мало площу 2,11 км², з яких 2,04 км² — суходіл та 0,07 км² — водойми. В 2017 році площа становила 2,26 км², з яких 2,13 км² — суходіл та 0,13 км² — водойми.

## Демографія
Згідно з переписом 2010 року, у селищі мешкало 348 осіб у 127 домогосподарствах у складі 79 родин. Густота населення становила 165 осіб/км².  Було 147 помешкань (70/км²).
Расовий склад населення:
| - 96,3 % — білих - 1,7 % — чорних або афроамериканців |

До двох чи більше рас належало 1,7 %. Частка іспаномовних становила 1,4 % від усіх жителів.
За віковим діапазоном населення розподілялося таким чином: 29,0 % — особи молодші 18 років, 59,8 % — особи у віці 18—64 років, 11,2 % — особи у віці 65 років та старші. Медіана віку мешканця становила 34,3 року. На 100 осіб жіночої статі у селищі припадало 102,3 чоловіків;  на 100 жінок у віці від 18 років та старших — 94,5 чоловіків також старших 18 років.
Середній дохід на одне домашнє господарство  становив 45 290 доларів США (медіана — 35 625), а середній дохід на одну сім'ю — 47 329 доларів (медіана — 35 000). Медіана доходів становила 34 375 доларів для чоловіків та 31 324 долари для жінок. За межею бідності перебувало 30,1 % осіб, у тому числі 40,7 % дітей у віці до 18 років та 11,4 % осіб у віці 65 років та старших.
Цивільне працевлаштоване населення становило 141 особа. Основні галузі зайнятості: освіта, охорона здоров'я та соціальна допомога — 25,5 %, виробництво — 16,3 %, будівництво — 16,3 %.